# Terra Maris

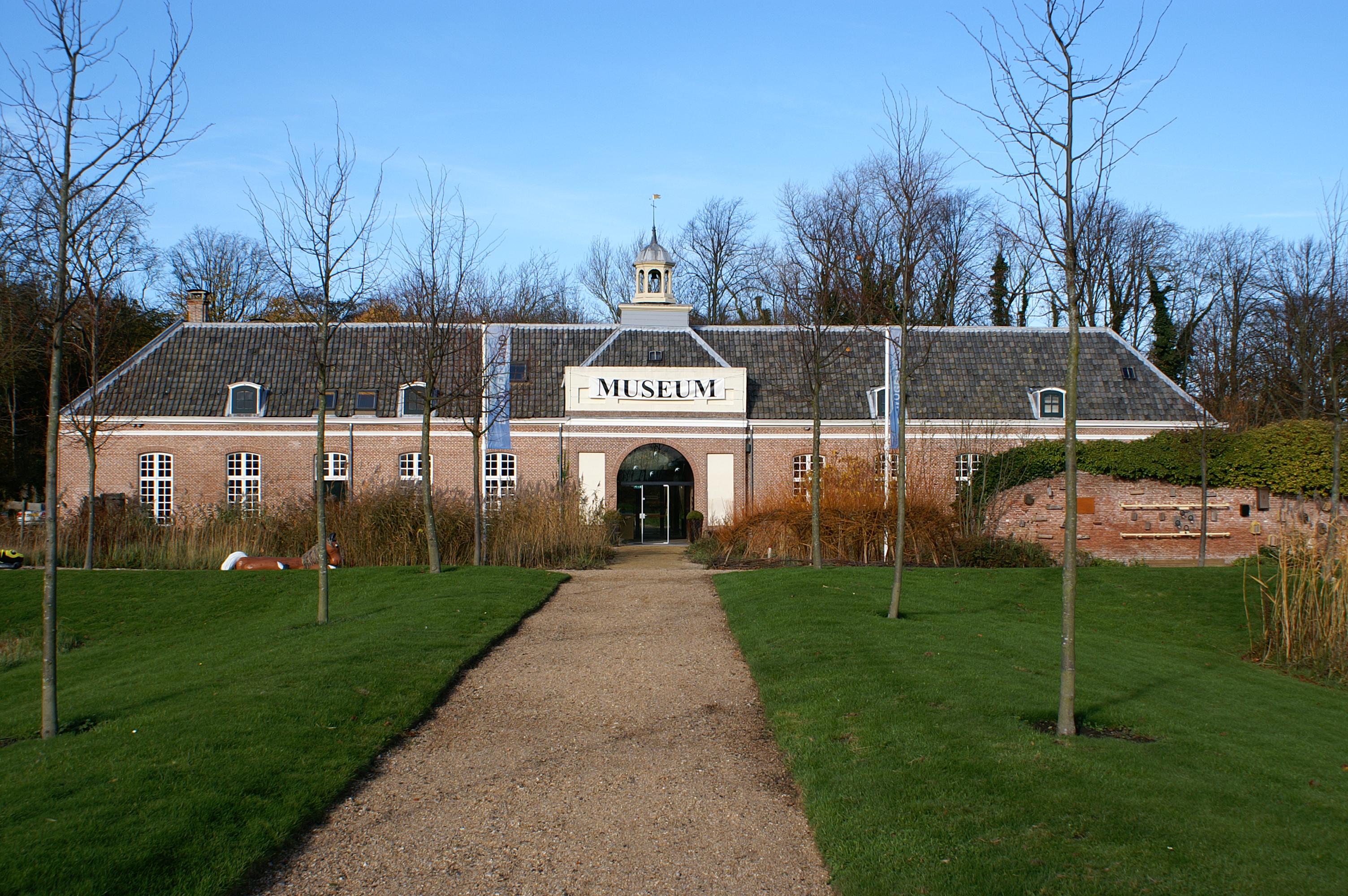
In de voormalige oranjerie is nu het museum Terra Maris gevestigd.

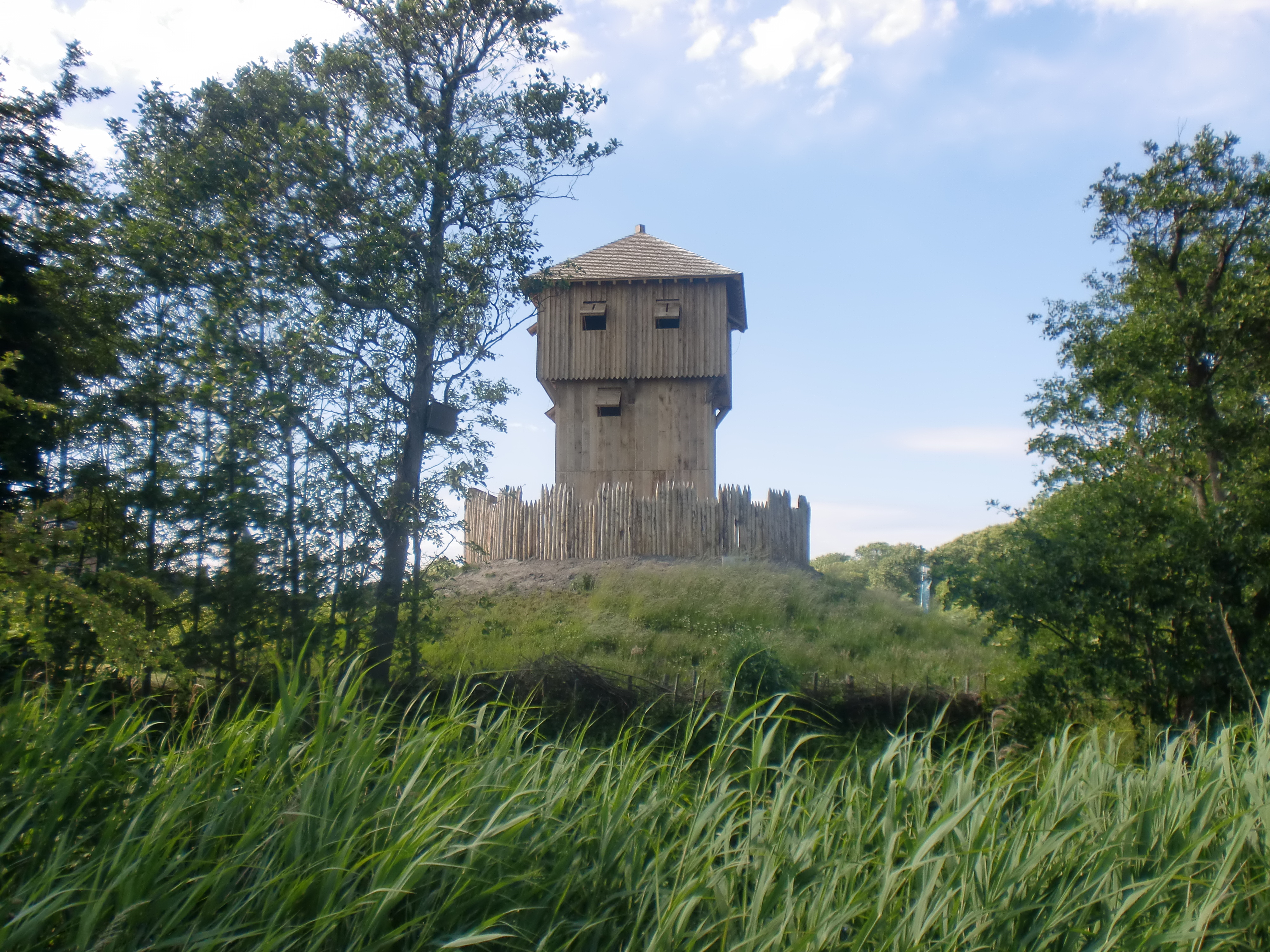
Gereconstrueerd mottekasteel op de authentieke vliedberg in de landschapstuin.

Terra Maris is een museum voor natuur en landschap van Zeeland, gevestigd in het dorp Oostkapelle in de voormalige orangerie van kasteel Westhove. Het museum ligt aan de Manteling van Walcheren, slechts 750 meter van het strand. Het museum is de opvolger van het Zeeuws Biologisch Museum, dat in 2004 door Het Zeeuwse Landschap werd overgenomen. Bij het museum hoort een landschapstuin van 2,5 ha, waarin verschillende landschapstypes worden gepresenteerd. Er is een museumcafé en een museumwinkel.